# 折掘王后
折掘王后（?—?），南凉景王秃发傉檀的王后。也是史书唯一明确记载的南凉王后。嘉平元年（408年）十一月被立为王后。
她出自鲜卑家族折掘氏，至少为秃发傉檀生下一个儿子——太子禿髮虎台。她何时去世史书不载，不知在之后的三次变故中她有没有幸存下来。